# Ichneumon quinquealbatus
Ichneumon quinquealbatus là một loài tò vò trong họ Ichneumonidae.